# Milan Bjegojević
Milan Bjegojević (in serbo Милан Бјегојевић?; Prnjavor, 9 agosto 1928 – Belgrado, 2 ottobre 2003) è stato un cestista e allenatore di pallacanestro jugoslavo.
Era il marito di Gordana Baraga.

## Carriera
Con la Jugoslavia ha disputato i Campionati mondiali del 1954 e due edizioni dei Campionati europei (1953, 1955).

## Palmarès

### Giocatore
- YUBA liga: 10

Stella Rossa Belgrado: 1946, 1947, 1948, 1949, 1950, 1951, 1952, 1953, 1954, 1955

### Allenatore
- YUBA liga: 1

Stella Rossa Belgrado: 1968-69